# أنتوني باربر (كرة سلة)
أنتوني باربر (بالإنجليزية: Anthony Barber)‏ مواليد 25 يوليو 1994 في هامبتون، هو لاعب كرة سلة أمريكي. بدأ مسيرته الاحترافية في سنة 2016. يلعب مع غرينزبورو سوورم في دوري الرابطة الوطنية لفئة التطوير كلاعب هجوم خلفي. يحمل الرقم 7. يبلغ طوله 6 قدم 1 بوصة (1.9 م).

## روابط خارجية
- أنتوني باربر على موقع إن بي أي (الإنجليزية)
- أنتوني باربر على موقع سبورتس رفرنس (الإنجليزية)
- أنتوني باربر على موقع كرة السلة الأوروبية.كوم (الإنجليزية)
- أنتوني باربر على موقع كلية كرة السلة في سبورتس رفرنس.كوم (الإنجليزية)
- أنتوني باربر على موقع ريلجم (الإنجليزية)
- أنتوني باربر على موقع بروبوليرز (الإنجليزية)
- أنتوني باربر على موقع سبورتس رفرنس (الإنجليزية)
- أنتوني باربر على موقع سبورتس رفرنس (الإنجليزية)